# San Sebastián Teitipac
San Sebastián Teitipac là một đô thị thuộc bang Oaxaca, México. Năm 2005, dân số của đô thị này là 1962 người.